# Esőtánc

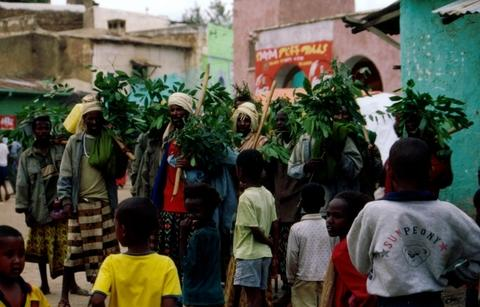
Esőtánc a kelet-etiópiai Hararban

Az esőtánc olyan rituális tánc, melyet eső előidézésére és a jó termés biztosítására mutatnak be.
Az ókori egyiptomiakétól bizonyos indián törzsekéig sokféle kultúrában sokféle „esőtánc” megtalálható. A Balkánon még a 20. században is rendszeresen adtak elő esőtáncot a románban paparudának, a szláv nyelveken perperunának nevezett rituálé keretében (ezeket szomszédos magyar, sőt: német településű falvak is átvették).
A mai Amerikai Egyesült Államok délkeleti részén élő cseroki indiánok esőtáncának az esőcsinálás mellett az is célja volt, hogy megtisztítsa a földet a gonosz szellemektől. A törzs legendája úgy tartja, hogy az általuk előidézett eső magában foglalja az elmúlt idők törzsfőnökeinek lelkét, akik a föld felé zuhogván harcba szállnak a gonosz szellemekkel a valóság és a szellemvilág határán húzódó átmeneti zónában. Gyakorlatuk szerint a különös kidolgozottsággal járt esőtánc a résztvevőket és a közönséget egyaránt képes arra indítani, hogy az imádás szokatlan és extrém módozataiban vegyen részt.
Julia M. Butree könyvében más indián táncok mellett leírást ad „Zuni esőtáncá”-ról is.
Az indiánok táncuk alkalmával madártollakat és türkizköveket viselnek, ezek a szelet és az esőt szimbolizálják. Az esőtánc sok tradíciója szóbeli úton hagyományozódott az utókorra.